# Pretties for You
Pretties for You je debutové studiové album americké hard rockové skupiny Alice Cooper (v té době ještě Alice Cooper byl název skupiny; zpěvák vydával sólová alba až později), vydané v roce 1969.

## Seznam skladeb
Všechny skladby napsali Alice Cooper, Glen Buxton, Michael Bruce, Dennis Dunaway a Neal Smith.
1. "Titanic Overture" – 1:12 (Instrumental)
2. "10 Minutes Before the Worm" – 1:39
3. "Sing Low, Sweet Cheerio" – 5:42
4. "Today Mueller" – 1:48
5. "Living" – 3:12
6. "Fields of Regret" – 5:44
7. "No Longer Umpire" – 2:02
8. "Levity Ball"(Live) – 4:39
9. "B.B. on Mars" – 1:17
10. "Reflected" – 3:17
11. "Apple Bush" – 3:08
12. "Earwigs to Eternity" – 1:19
13. "Changing Arranging" – 3:03

## Sestava
- Alice Cooper – zpěv, harmonika
- Glen Buxton – sólová kytara
- Michael Bruce – rytmická kytara, klávesy, zpěv v "Sing Low, Sweet Cheerio"
- Dennis Dunaway – baskytara
- Neal Smith – bicí